# Фини (Кипр)
Фини (греч. Φοινι, Phini) — одна из деревень в горах Троодос на Кипре.

## География и климат
Деревня расположена к югу от горы Олимбос в 44 км к северо-западу от города Лимасол. Административно относится к району Лимасол. Деревня Фини очень живописна, так как находится среди на поросших соснами гор на склоне холма. Средняя высота над уровнем моря составляет 920 метров.
Среднегодовое количество осадков составляет около 830 миллиметров. Температура в зимние месяцы колеблется в пределах от 10°С до 15°С, в летнее время — от 25°С до 30 °C.

## Население
В 1881 году в деревне проживало 308 жителей, в 1901 — 501, в 1931 — 760, в 1946 — 922. Своего пика численность населения достигла в 1960 — 924 жителей. С тех пор количество жителей в деревне постоянно уменьшалось, сократившись в 2001 году до 445 жителей.
Жители занимаются виноградарством и садоводством (выращиванием яблок, груш, слив, вишен, грецких орехов, персиков, черемши, айвы, инжира и миндаля). Нехватка свободных земель для ведения сельского хозяйства вынудила местных жителей заниматься и другими видами деятельности, и с течением времени Фини стала известна изготовлением керамики, традиционной мебели и приготовлением сладостей (в первую очередь «лоукоуми» — местной разновидности рахат-лукума).
Рядом располагается город Като Платры.

## Знаменитые уроженцы
- Архиепископ Кипрcкий Софроний III (ум. 1900)